# Peter Carl Heijl
Peter Carl Heijl, född den 19 september 1781 i Sexdrega socken, Älvsborgs län, död den 5 juli 1861 i Revesjö socken, samma län, var en svensk militär.
Peter Carl Heijl var son till hovrättskommissarie Carl Heil och Maria Bengtsdotter. Han blev officer 1806, kapten vid Göta artilleriregemente, major 1829 och överstelöjtnant 1839. Heijl var överste, kommendant i Göteborg och chef för Göta artilleriregemente 1840–1849.